# Gorycze
Gorycze – niestosowana współcześnie wspólna nazwa nietoksycznych, niezawierających atomów azotu, występujących naturalnie organicznych związków chemicznych, które posiadają silnie gorzki smak. Większość związków zaliczanych do gorycz to różnego rodzaju glikozydy. 
Występują one przede wszystkim w roślinach z rodziny goryczkowatych, złożonych i wargowych. Z roślin gorycze zawierają głównie: drapacz lekarski, goryczka żółta, bobrek trójlistkowy i centuria pospolita. 
W medycynie stosuje się je najczęściej w postaci wyciągów alkoholowych, (nalewek i win leczniczych).
Przyjmowane w odpowiednich dawkach przed jedzeniem, wzmacniają wydzielanie soków żołądkowych, a poza tym działają uspokajająco i wzmacniająco, toteż chętnie przyjmowane i stosowane są w okresach rekonwalescencji. 
Zioła gorzkie używane są do aromatyzowania różnych wermutów i gorzkich likierów żołądkowych.